# Komarivka, Borzna
Komarivka (în ucraineană Комарівка) este o comună în raionul Borzna, regiunea Cernihiv, Ucraina, formată numai din satul de reședință.

## Demografie
Componența lingvistică a comunei Komarivka
     Ucraineană (98,76%)
     Rusă (1,13%)
     Alte limbi (0,12%)
Conform recensământului din 2001, majoritatea populației comunei Komarivka era vorbitoare de ucraineană (98,76%), existând în minoritate și vorbitori de rusă (1,13%).